# Pierre Tranquille Husnot
Pierre Tranquille Husnot (Cahan, 1840 — 1929) foi um botânico francês, especialista em musgos.